# Everard du Marchie van Voorthuysen

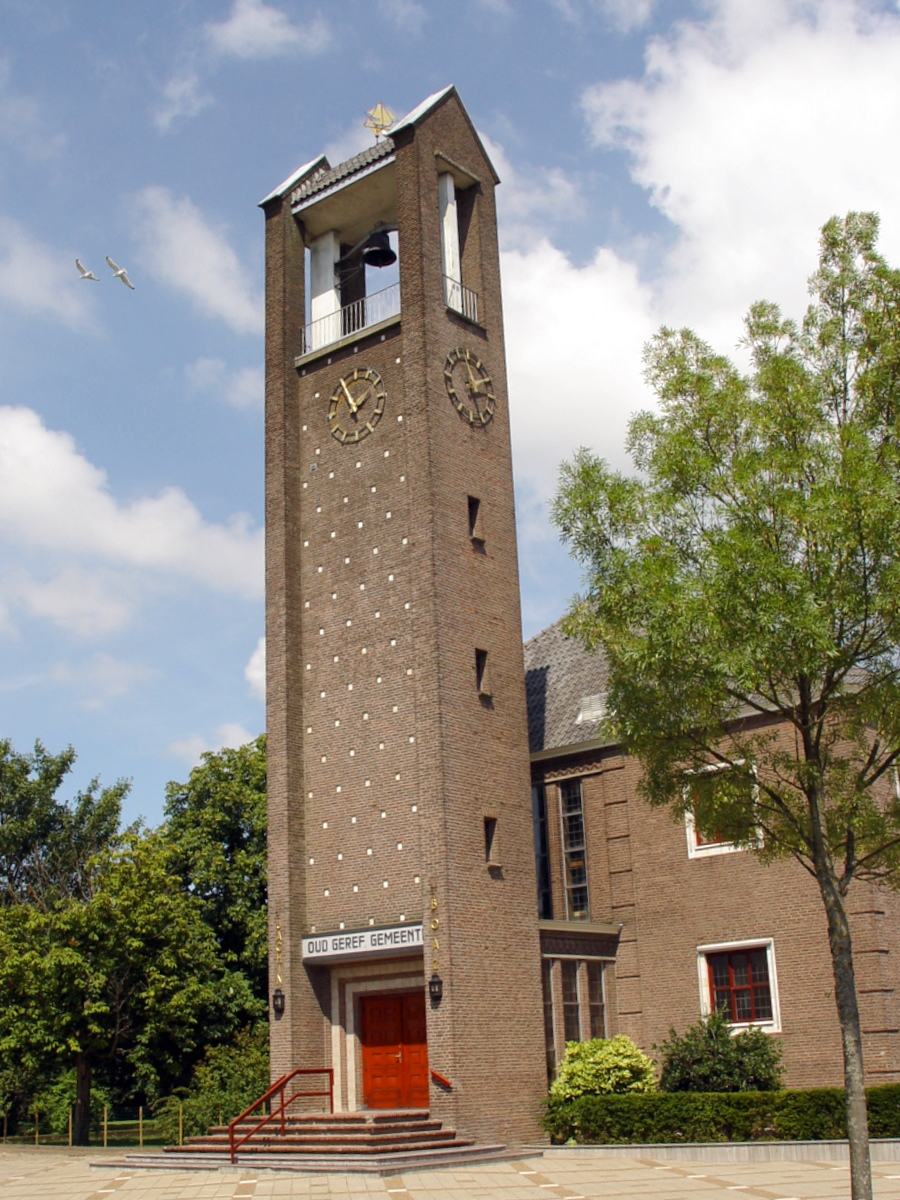
De Jachin Boazkerk te Urk, waar Du Marchie van Voorthuysen preekte van 1966-1974

Everard du Marchie van Voorthuysen (ook geschreven als Voorthuijsen) (Driebergen, 8 september 1901 – Ede, 18 maart 1986) was een Nederlandse predikant van de Oud Gereformeerde Gemeenten in Nederland. Du Marchie van Voorthuysen, een van de meest bekende predikanten van dit kerkverband, was geen onomstreden man. Onder bevindelijk gereformeerden bevonden zich zowel aanhangers van zijn prediking, als tegenstanders. Ondanks het feit dat hij niet onomstreden was had hij bij diverse kerkverbanden vrienden, zoals ds. J.H. Koster en ds. P.J. Dorsman (Nederlandse Hervormde Kerk), ds. F. Mallan en ds. D.L. Aangeenbrug (Gereformeerde Gemeenten in Nederland).

## Levensloop
Everard du Marchie van Voorthuysen werd op 8 september 1901 geboren in huize Bornia, op het landgoed Bornia in Driebergen. Hij was het vijfde kind van mr. Gerard Joan Everard du Marchie van Voorthuysen en jonkvrouwe Adolphine Julie Wttewaall van Stoetwegen. In Driebergen gingen zijn ouders naar de Christelijke Gereformeerde Kerk (CGK). Daar maakte de prediking van Gerard Wisse, die toen overigens nog geen professor was, diepe indruk op hem.
Nadat zijn moeder op vrij jonge leeftijd gestorven was, erfde hij geld van haar. Hij ging samen met zijn broer motorrijden en trouwde uiteindelijk met een onkerkelijk meisje. Toen gebeurden er dingen in zijn leven waardoor er voor hem twee mogelijkheden overbleven:
1. Of ik maak een einde aan mijn leven
2. Of die God waar ik in mijn jeugd van gehoord heb, bestaat toch

Vervolgens is hij weer naar kerk gegaan. Daarna is hij ook verhuisd naar Epe en begon hij te werken. "Zes dagen zult gij arbeiden." Nadat hij zich een tijdlang elke zondag bij thuislezers voegde, kwam hij door middel van ds. Geels bij de CGK in Apeldoorn. Het was of dominee Geels weleens tot hem sprak dat de Here ander werk voor hem had. Hij meldde zich aan voor predikant en werd toegelaten.
Na zijn studie werd hij in 1937 bevestigd als predikant van de CGK te Urk. Hiervandaan ging hij in 1942 naar Driebergen. Na Driebergen werd Sliedrecht zijn volgende gemeente. De predikant voelde zich echter niet thuis in de CGK. Hij ageerde vooral tegen een op handen zijnde nieuwe psalmberijming.
Het was halverwege november 1951 toen de CGK te Leersum hem als predikant beriep. De dag erna reageerde hij met een brief. Daarin deelde hij mee dat hij door genade verwaardigd hoopte te worden om deze roeping zeer ernstig voor het aangezichte Gods te mogen nederleggen om te horen wat God de Heere spreken zou. Hij wekte de gemeente op tot gebed en verklaarde verder: Waarde vrienden, ik hoop voorzichtig te zijn, maar er liggen krachtige trekkingen in mijn hart tot ulieden. Veertien dagen later, op vrijdag 30 november, werd de aannemingsbrief verzonden. Daarin stond: Hedenmorgen heb ik onder biddend opzien het beroep naar uw gemeente mogen aannemen. De losmaking alhier en tegelijk de overbuiging tot U zijn zoo sterk, dat ik niet anders kon, wil en mocht. Hij zou de eerste predikant van de CGK van Leersum worden. De bevestiging vond plaats op op 12 februari 1952.
In die tijd kerkte de gemeente letterlijk in een schuur, die overigens kort daarna is afgebroken, maar nog hetzelfde jaar kon een noodkerk in gebruik genomen worden (die werd gebruikt tot 2016, toen er een nieuw kerkgebouw gebouwd werd). Echter toen de noodkerk gereed was, behoorde men niet meer tot de Christelijke Gereformeerde Kerken, maar tot de Oud Gereformeerde Gemeenten in Nederland (OGGiN), want op 8 september 1952 (de verjaardag van ds. du Marchie van Voorthuysen ) was men uitgetreden naar de OGGiN. De aansluiting bij de OGGiN leverde weinig problemen op. Hij was in dit kerkverband geen onbekende: meerdere keren had hij in de gemeenten daar gesproken bij tijdredes voor de SGP en een van de grootste oudgereformeerde gemeenten, die van Sint Philipsland, had hem zelfs eens als predikant beroepen, hoewel hij toen nog christelijk-gereformeerd was. Verder was er een nauwe band tussen hem en ds. Joh. van der Poel, die een vooraanstaande plaats in het kerkverband innam. 
In 1982 zegt hij hierover in gesprek met het Reformatorisch Dagblad: Ik wist niet waar ik anders heen moest. Ik heb ook over de Nederlandse Hervormde Kerk gedacht, omdat daar ds. J.H. Koster bij was. Ook over de Gereformeerde Gemeenten. Ds. Kersten is weleens bij me geweest. Hij lag me niet zo. Ds. Fraanje wel. Daar ging ik voor opzij. Als de Gereformeerde Gemeenten in Nederland er geweest waren, was ik daarbij gegaan, maar die waren er toen nog niet.
In 1966 werd hij beroepen door de Christelijk Gereformeerde Gemeente te Urk. Dit kerkverbandje was voornamelijk ontstaan rond een voormalige predikant van de CGK, ds. H. Visser uit Rotterdam. Deze predikant kwam nog in hetzelfde jaar naar Urk, om zes jaar later zijn ambt neer te leggen. De gemeente besloot hierop ds. E. du Marchie van Voorthuysen te beroepen. Deze wilde wel naar Urk komen, maar dan moest de gemeente toetreden tot de OGGiN. Zo werd de Jachin Boazkerk Oud Gereformeerd.
In 1974 keerde hij weer terug naar de gemeente van Leersum. Ds. du Marchie van Voorthuysen is tot het einde van zijn leven blijven preken. Het viel hem met zijn meer dan tachtig jaren weleens zwaar. Hij kon moeilijk staan en had een aparte stoel, waarop hij kon zitten als hij voorging. Vaak voelde hij zich moe. Hem werd aangeraden om emeritaat aan te vragen, maar daartoe was hij niet te bewegen. Voor de laatste maal preekte hij op 14 maart 1986. Hij werd in de vroege ochtend daarna getroffen door een hersenbloeding. Hij overleed op 18 maart 1986 en werd op 22 maart begraven te Leersum. Op de begrafenis waren circa 3000 mensen aanwezig.

## Prediking
Met name de prediking van de Hervormde ds. J.H. Koster had een diepe indruk op hem gemaakt. Hij ervoer een sterke overeenstemming tussen de inhoud van ds. Kosters prediking en Gods werk in zijn eigen hart. Hij schrijft later dat hij geen mens zo heftig heeft gehaat als ds. Koster, maar ook dat hij geen mens zo lief heeft gehad als ds. Koster.
Hij maakte onderscheid tussen verschillende soorten genade. Hij onderscheidde, net als andere bevindelijk gereformeerden zaligmakende en algemene genade. Daarnaast onderscheidde hij 'gemeene' genade, dit deed hij op grond van de Dordtse Leerregels en de acta van deze synode. Hierover heeft hij ook eens een artikel geschreven in het kerkblad van de Oud Gereformeerde Gemeenten, dit is ook opgenomen in het boek: "Tot een wachter gesteld".
Hij stelde, evenals Van der Groe, dat zekerheid tot het wezen van het geloof behoort en dat dit wezen van het geloof beschreven staat in zondag 7 van de Heidelbergse Catechismus. In zijn preken wijst hij op de noodzaak om met God verzoend te worden op rechtsgronden. Daarnaast haalt hij ernstige voorbeelden aan uit de Bijbel tot waarschuwing voor zelfbedrog, zoals: de vrouw van Lot, Bileam en Judas.
B. Florijn beschrijft in zijn werk hoe hij samen met de dominee veel Oudvaders las. Met enige regelmaat citeerde hij Van der Groe of Thomas Shepard. Hoewel hij qua prediking min of meer alleen stond binnen zijn kerkverband, nam hij toch een vooraanstaande positie in in het kerkverband. Hij werkte mee aan het kerkblad en hielp ook mee aan de theologische opleiding van diverse studenten.
Op zijn grafsteen staat 1 Joh. 5:12: "Die den Zoon heeft, die heeft het leven; die den Zone Gods niet heeft, die heeft het leven niet." Deze tekst is als het ware een samenvatting van zijn prediking.